# Primer Gobierno Berlusconi
El Primer Gobierno Berlusconi fue el 51.er Consejo de ministros de la República italiana. Fue el primer gobierno de centro derecha que no contaba con la Democracia Cristiana desde la II Guerra Mundial. Echó a andar el 10 de mayo de 1994, y siete meses después, su presidente, Berlusconi, dimitía el 22 de diciembre de 1994.

## Historia
Tras su victoria electoral en las Elecciones Generales de marzo de 1994, Berlusconi formó alianza electoral con dos formaciones políticas. Por una parte el Polo de las Libertades negoció con la Liga Norte, fuerza mayoritaria en el norte del país; por otro lado, el Polo del Buen Gobierno negoció con la derechista Alianza Nacional, importante fuerza política en las regiones central y sur. Como resultado, Forza Italia se alió con dos fuerzas diferentes que a su vez que no tenían contactos entre sí.
Berlusconi había hecho una intensa campaña electoral, con anuncios masivos en sus tres redes de televisión. Forza Italia ganó las elecciones con el 21% de los votos, el partido más votado. Una de sus promesas más famosas fue que su gobierno iba a crear "un millón de nuevos puestos de trabajo". Fue nombrado Presidente del Consejo en mayo de 1994, pero su mandato fue breve debido a las contradicciones inherentes en su coalición. La Liga, un partido regional con una fuerte base electoral en el norte de Italia, oscilaba entre posiciones federalistas y separatistas, y la Alianza Nacional, un partido ultranacionalista, no estaba dispuesta a renunciar a sus principios.
En diciembre de 1994, a raíz de la filtración a la prensa del inicio de una nueva investigación por la Magistratura de Milán de los turbios asuntos del presidente, Umberto Bossi, líder de la Liga Norte, abandonó la coalición alegando que no se había respetado el pacto electoral, lo que obligó a Berlusconi a renunciar a su cargo y desplazando el peso de la mayoría hacia el centro-izquierda. La Liga Norte, también se resentía del hecho de que muchos de sus diputados se habían pasado a Forza Italia, supuestamente atraídos por la promesa de carteras en un nuevo Gobierno.
A pesar de la dimisión, Berlusconi se mantuvo en la Presidencia algo más de un mes hasta su reemplazo por un gobierno tecnocrático dirigido por Lamberto Dini. Dini, que había sido un factor clave en el Gobierno de Berlusconi, fue apoyado por la mayoría de los partidos de la oposición, pero no por Forza Italia.

## Investidura
| 18-20 de mayo de 1994 Resultado en votos para el Gabinete Berlusconi | 18-20 de mayo de 1994 Resultado en votos para el Gabinete Berlusconi | 18-20 de mayo de 1994 Resultado en votos para el Gabinete Berlusconi | 18-20 de mayo de 1994 Resultado en votos para el Gabinete Berlusconi |
| Parlamento de la República Italiana                                  | Votos                                                                | Partidos                                                             | Votos                                                                |
| -------------------------------------------------------------------- | -------------------------------------------------------------------- | -------------------------------------------------------------------- | -------------------------------------------------------------------- |
| Senado de la República                                               | Sí                                                                   | LN, AN, FI, CCD, Otros                                               | 159/314                                                              |
| Senado de la República                                               | No                                                                   | PDS, PPI, PRC, FdV-Rete, PSI, SVP                                    | 153/314                                                              |
| Senado de la República                                               | Abstención                                                           | Others                                                               | 2/314                                                                |
| Cámara de Diputados                                                  | Sí                                                                   | LN, FI, AN, CCD                                                      | 366/611                                                              |
| Cámara de Diputados                                                  | No                                                                   | PDS, PRC, PPI (33), AD, PSI, Patto, SVP-UV, Others                   | 245/611                                                              |
| Cámara de Diputados                                                  | Abstención                                                           | None                                                                 | 0/611                                                                |

## Desglose
- Forza Italia (FI): Presidente del Consejo más 8 ministros y 12 subsecretarios.[4]
- Alianza Nacional (AN): Vicepresidencia más 5 ministros y 12 subsecretarios.
- Liga Norte (LN): Vicepresidencia más 5 ministros y 9 subsecretarios.
- Centro Cristiano Democrático (CCD): 2 ministros y 1 subsecretario.
- Unión de Centro (UdC): 2 ministros.
- Fundación Liberal Democrática (FLD): 1 ministro y 1 subsecretario.
- Independientes: 2 ministros y 1 subsecretario.

## Composición del Gobierno
| Imagen | Ministerio                                                 | Nombre               | Periodo                                  | Partido                            | Partido                      | Subsecretarios                                                                         |
| ------ | ---------------------------------------------------------- | -------------------- | ---------------------------------------- | ---------------------------------- | ---------------------------- | -------------------------------------------------------------------------------------- |
|        | Presidente                                                 | Silvio Berlusconi    | 11 de mayo de 1994 – 17 de enero de 1995 |                                    | Forza Italia                 | Gianni Letta (Ind.) Ombretta Fumagalli Carulli (CCD) Luigi Grillo (FLD)                |
|        |                                                            |                      |                                          |                                    |                              | Gianni Letta (Ind.) Ombretta Fumagalli Carulli (CCD) Luigi Grillo (FLD)                |
|        | Vicepresidente                                             | Giuseppe Tatarella   | 11 de mayo de 1994 – 17 de enero de 1995 | Alleanza Nazionale (AN)            | Alianza Nacional             | Gianni Letta (Ind.) Ombretta Fumagalli Carulli (CCD) Luigi Grillo (FLD)                |
|        | Vicepresidente                                             | Roberto Maroni       | 11 de mayo de 1994 – 17 de enero de 1995 |                                    | Liga Norte                   | Gianni Letta (Ind.) Ombretta Fumagalli Carulli (CCD) Luigi Grillo (FLD)                |
|        |                                                            |                      |                                          |                                    |                              |                                                                                        |
|        | Ministerio de Asuntos Exteriores                           | Antonio Martino      | 11 de mayo de 1994 – 17 de enero de 1995 |                                    | Forza Italia                 | Livio Caputo (FI) Franco Rocchetta (LN) Vincenzo Trantino (AN)                         |
|        | Ministerio del Interior                                    | Roberto Maroni       | 11 de mayo de 1994 – 17 de enero de 1995 |                                    | Liga Norte                   | Maurizio Gasparri (AN) Marianna Li Calzi (FI) Domenico Lo Jucco (FI)                   |
|        | Ministerio de Justicia                                     | Alfredo Biondi       | 11 de mayo de 1994 – 17 de enero de 1995 | Unión de Centro (UdC)              | Unión de Centro              | Gian Franco Anedda (AN) Mario Borghezio (LN) Domenico Contestabile (FI)                |
|        | Ministerio de Presupuesto                                  | Giancarlo Pagliarini | 11 de mayo de 1994 – 17 de enero de 1995 |                                    | Liga Norte                   | Ilario Floresta (FI) Antonio Parlato (AN)                                              |
|        | Ministerio de Finanzas                                     | Giulio Tremonti      | 11 de mayo de 1994 – 17 de enero de 1995 |                                    | Liberal Democrático          | Roberto Asquini (LN) Filippo Berselli (AN) Sandro Trevisanato (FI)                     |
|        | Ministerio de Hacienda                                     | Lamberto Dini        | 11 de mayo de 1994 – 17 de enero de 1995 |                                    | Independiente                | Marisa Bedoni (LN) Salvatore Cicu (FI) Giovanni Mongiello (CCD) Antonio Rastrelli (AN) |
|        | Ministerio de Defensa                                      | Cesare Previti       | 11 de mayo de 1994 – 17 de enero de 1995 |                                    | Forza Italia                 | Guido Lo Porto (AN) Mauro Polli (LN)                                                   |
|        | Ministerio de Educación                                    | Francesco D'Onofrio  | 11 de mayo de 1994 – 17 de enero de 1995 | Centro Cristiano Democrático (CCD) | Centro Cristiano Democrático | Fortunato Aloi (AN) Mariella Mazzetto (LN)                                             |
|        | Ministerio de la Presidencia                               | Roberto Maria Radice | 11 de mayo de 1994 – 17 de enero de 1995 |                                    | Forza Italia                 | Stefano Aimone Prina (LN) Domenico Nania (AN)                                          |
|        | Ministerio de Agricultura                                  | Adriana Poli Bortone | 11 de mayo de 1994 – 17 de enero de 1995 | Alleanza Nazionale (AN)            | Alianza Nacional             | Paolo Scarpa Bonazza Buora (FI)                                                        |
|        | Ministerio de Transportes                                  | Publio Fiori         | 11 de mayo de 1994 – 17 de enero de 1995 | Alleanza Nazionale (AN)            | Alianza Nacional             | Sergio Cappelli (LN) Gianfranco Micciché (FI)                                          |
|        | Ministerio de Comunicaciones                               | Giuseppe Tatarella   | 11 de mayo de 1994 – 17 de enero de 1995 | Alleanza Nazionale (AN)            | Alianza Nacional             | Antonio Marano (LN)                                                                    |
|        | Ministerio de Industria y Comercio                         | Vito Gnutti          | 11 de mayo de 1994 – 17 de enero de 1995 |                                    | Liga Norte                   | Giampiero Beccaria (FI) Francesco Pontone (AN)                                         |
|        | Ministerio de Sanidad                                      | Raffaele Costa       | 11 de mayo de 1994 – 17 de enero de 1995 | Unión de Centro (UdC)              | Unión de Centro              | Giulio Conti (AN) Giuseppe Nisticò (FI)                                                |
|        | Ministerio de Inmigración                                  | Giorgio Bernini      | 11 de mayo de 1994 – 17 de enero de 1995 |                                    | Forza Italia                 |                                                                                        |
|        | Ministerio de Trabajo y Seguridad Social                   | Clemente Mastella    | 11 de mayo de 1994 – 17 de enero de 1995 | Centro Cristiano Democrático (CCD) | Centro Cristiano Democrático | Carmelo Porcu (AN) Adriano Teso (FI)                                                   |
|        | Ministerio de Cultura                                      | Domenico Fisichella  | 11 de mayo de 1994 – 17 de enero de 1995 | Alleanza Nazionale (AN)            | Alianza Nacional             |                                                                                        |
|        | Ministerio de Medio Ambiente                               | Altero Matteoli      | 11 de mayo de 1994 – 17 de enero de 1995 | Alleanza Nazionale (AN)            | Alianza Nacional             | Roberto Lasagna (FI)                                                                   |
|        | Ministerio de Investigación, Ciencia y Universidades       | Stefano Podestà      | 11 de mayo de 1994 – 17 de enero de 1995 |                                    | Forza Italia                 | Giovanni Meo Zilio (LN)                                                                |
|        |                                                            |                      |                                          |                                    |                              |                                                                                        |
|        | Ministerio de la Comunidad Europea (Sin cartera)           | Domenico Comino      | 11 de mayo de 1994 – 17 de enero de 1995 |                                    | Liga Norte                   |                                                                                        |
|        | Ministerio de la Familia y la Solidaridad (Sin cartera)    | Antonio Guidi        | 11 de mayo de 1994 – 17 de enero de 1995 |                                    | Forza Italia                 |                                                                                        |
|        | Ministerio de las Regiones (Sin cartera)                   | Giuliano Urbani      | 11 de mayo de 1994 – 17 de enero de 1995 |                                    | Forza Italia                 |                                                                                        |
|        | Ministerio de Emigración (Sin cartera)                     | Sergio Berlinguer    | 11 de mayo de 1994 – 17 de enero de 1995 |                                    | Independiente                |                                                                                        |
|        | Ministerio de Relaciones con el Parlamento (Sin cartera)   | Giuliano Ferrara     | 11 de mayo de 1994 – 17 de enero de 1995 |                                    | Forza Italia                 |                                                                                        |
|        | Ministerio para las Reformas Institucionales (Sin cartera) | Francesco Speroni    | 11 de mayo de 1994 – 17 de enero de 1995 |                                    | Liga Norte                   |                                                                                        |
|        |                                                            |                      |                                          |                                    |                              |                                                                                        |
|        | Secretario del Consejo de Ministros de Italia              | Gianni Letta         | 11 de mayo de 1994 – 17 de enero de 1995 |                                    | Independiente                | —                                                                                      |